# Мамолина
Мамо́лина — река в России, протекающая по Анадырскому району Чукотского автономного округа, правый приток Анадыря. Длина реки — 225 км (от истока Малого Майна — 229 км), площадь водосборного бассейна — 3550 км².
Исток реки находится на северных склонах горы Круча в Русских горах, на высоте более 200 м над уровнем моря. В верховьях течёт на северо-восток. Приняв приток реку Солдатова, резко поворачивает на юго-восток. Выйдя на Парапольско-Бельскую низменность, принимает главный приток, реку Малый Майн, и вновь поворачивает на северо-восток, а затем — на север. На равнине долина реки заметно расширяется, ширина русла доходит до 60 м, начинает меандрировать. В нижнем течении множество небольших озёр и стариц в долине реки. Поселения на берегах отсутствуют. Перед устьем река разделяется на многочисленные протоки, одна из которых, протока Прорва, соединяет реку Мамолина с Майном. Впадает в Анадырь по правому берегу на отметке менее 15 м над уровнем моря в 542 км от его устья, выше впадения Майна. Ширина перед устьем — 105-115 м при глубине до 2 м; скорость течения в низовьях составляет 0,4 м/с. 

## Основные притоки
Указаны поименованные притоки длиной 30 км и более.
| Название       | Расстояние от устья | Длина | Положение |
| -------------- | ------------------- | ----- | --------- |
| Кастрюля       | 65                  | 32    | правый    |
| Малый Майн     | 94                  | 135   | правый    |
| Малая Мамолина | 165                 | 41    | правый    |
| Солдатова      | 184                 | 37    | левый     |

## Данные водного реестра
По данным государственного водного реестра России и геоинформационной системы водохозяйственного районирования территории РФ, подготовленной Федеральным агентством водных ресурсов:
- Бассейновый округ — Анадыро-Колымский
- Речной бассейн — Анадырь
- Речной подбассейн — нет
- Водохозяйственный участок — Анадырь от истока до впадения реки Майн
- Код водного объекта — 19050000112119000108782